# 新馬特維伊夫西克
47°9′24″N 32°2′57″E / 47.15667°N 32.04917°E
新馬特維伊夫西克（烏克蘭語：Новоматвіївське），是烏克蘭南部的村莊，隸屬尼古拉耶夫州的尼古拉耶夫區。該村始建於1810年，面積0.38平方公里，海拔高度34米，2001年人口228，人口密度每平方公里600人。